# Langenberger Forst
Der Langenberger Forst (dänisch: Langbjerg Skov) ist ein Waldgebiet im nordwestlichen Schleswig-Holstein.

## Beschreibung

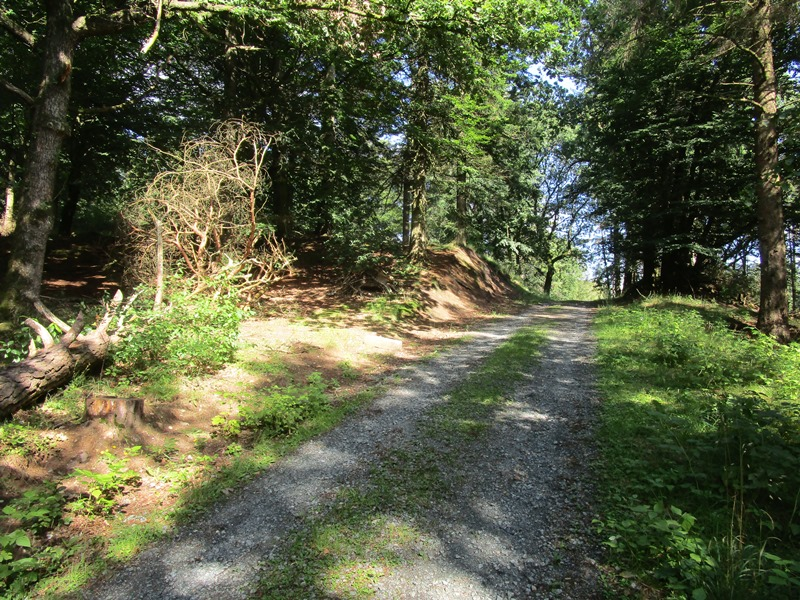
Der Langenberger Forst bei der Rantzauhöhe

Mit etwa 1000 Hektar ist der Langenberger Forst der größte Wald im Kreis Nordfriesland. Er liegt am südlichen Rand vom Naturraum Lecker Geest im Nordwesten der Region Schleswigsche Geest zwischen den Orten Leck und Stadum im Norden, sowie Enge und Sande im Süden.
Auf den sandigen Böden wächst ein Mischwald mit Baumarten wie Eiche, Buche, Lärche und Fichte. Die zahlreichen Wanderwege sind ausgeschildert und gut ausgebaut. Der Wald zählt zum Staatsforst Schleswig-Holstein und wird durch die Schleswig-Holsteinischen Landesforsten in Neumünster verwaltet.

## Geschichtliches

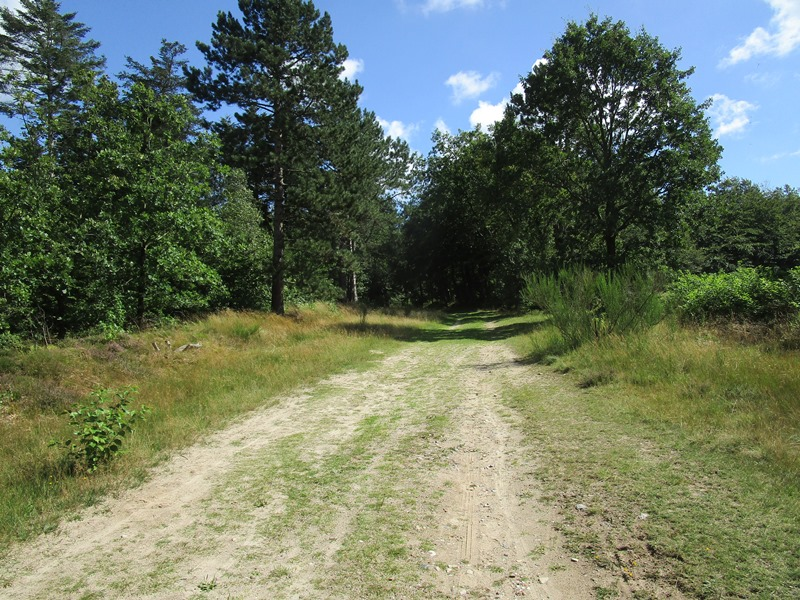
Der westliche Ochsenweg verläuft durch das Waldgebiet

Der Forstdirektor Carl Emeis erhielt im 19. Jahrhundert von der damaligen Provinzregierung den Auftrag, Nordfriesland zu bewalden, da der Norden Deutschlands nur spärlich mit Wald bedeckt war. Bei dieser gezielten Aufforstungsaktion entstand im Bereich der Klintumer Heide auch der Langenberger Forst. In der Nähe des Ochsenweges wurde Carl Emeis ein Gedenkstein gewidmet.
Auf der Rantzauhöhe (Ranzelberg, Warkshöhe) als höchstem Punkt des Langenberges soll sich früher ein Grabhügel befunden haben. Auf einer weiteren Erhebung des Langenberges soll früher ein Stein mit einer Inschrift gefunden worden sein, bei der es sich um Runen handeln könnte. Im Langenberg finden sich zum Teil in geringer Tiefe Fossilien. Der Langenberg gehörte noch bis zum Deutsch-Dänischen Krieg 1864 zum dänischen Herzogtum Schleswig und hier zu den Kirchspielen Leck und Enge-Sande der Karrharde (Kær Herred).

## Besonderheiten
Im Lecker Teil des Waldes wurden mehrere Fischteiche von Ernst Bock (1904–1986) zwischen 1965 und 1985 angelegt. Hierfür erhielt er 1983 die Verdienstmedaille des Landes Schleswig-Holstein. Ein Gedenkstein am Eingang zu den Fischteichen erinnert an ihn. Um diese Teiche herum baute man einen umfangreichen Waldlehrpfad, zu dem eine Hütte mit Ausstellungsstücken gehört. Eine weitere Besonderheit des Waldes ist die Rantzauhöhe, die mit 45 Meter über NN den dritthöchsten Punkt in Nordfriesland ausmacht. 2018 wurde der erste Bodenerlebnispfad an der Westküste Schleswig-Holsteins eröffnet.

## Naherholung

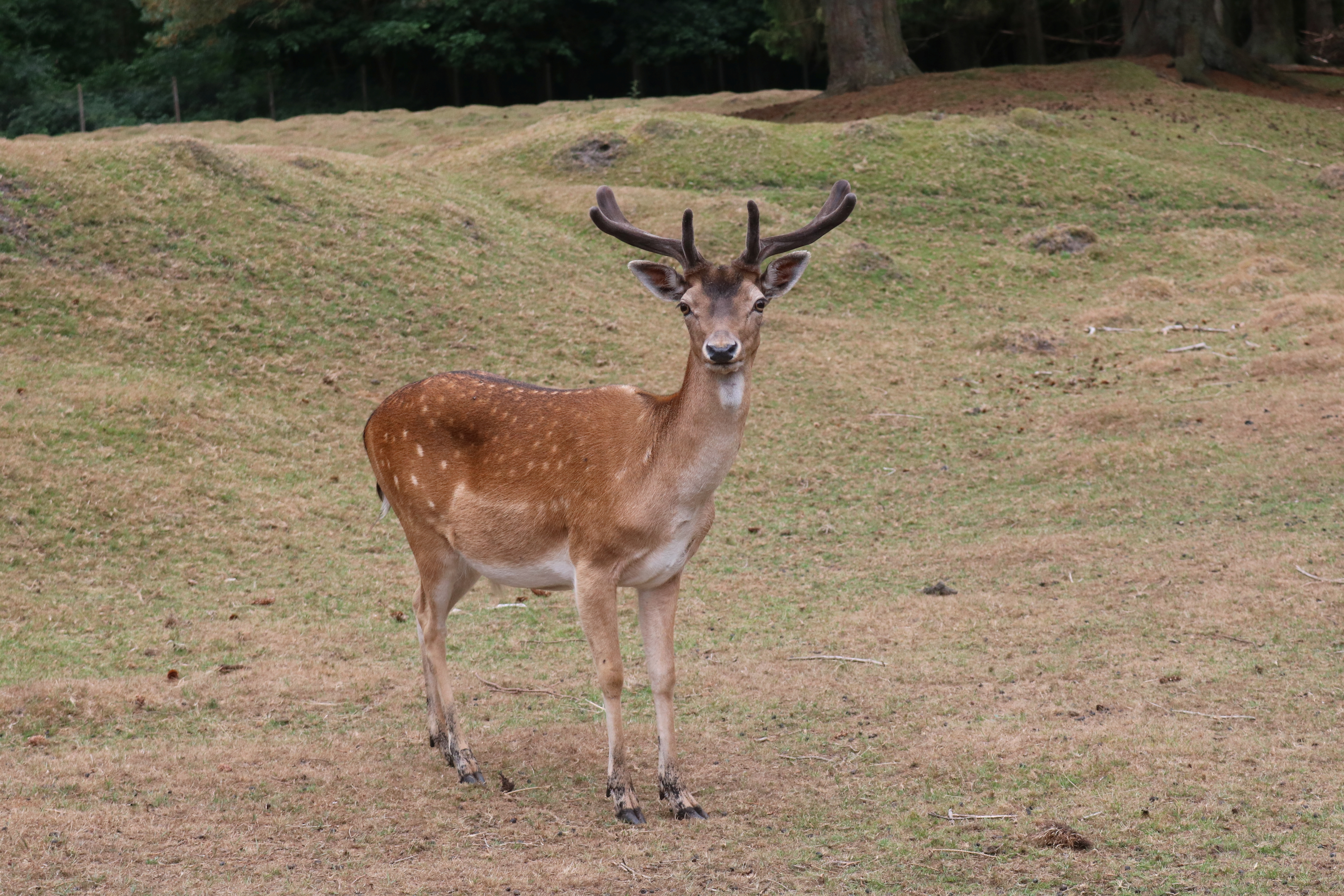
Ausgewachsener Damhirsch im Damwildgehege Leck

Der Wald dient der Bevölkerung der umliegenden Ortschaften als Naherholungsgebiet. Zu diesem Zweck wurden Sitzbänke aufgestellt, Reitwege ausgewiesen sowie Wanderwege beschildert und Informationstafeln zur Orientierung installiert.
Nahe dem historischen Ochsenweg gibt es ein Damwild-Gehege, das der Gemeinde Leck gehört. Zu den ersten Tieren des 1955 von Willy Johannsen angelegten Geheges gehörten einige Rothirsche und die beiden Rehe Resi und Bambi. Daher stammt vermutlich auch der im Lecker Volksmund verbreitete Name „Rehgehege“. Das erste Damhirschpaar war übrigens weiß. Auch andere Tiere wie Fasane, Rebhühner, Meerschweinchen und sogar einen Affen konnte man damals im und am Gehege besuchen. Anfang 2021 erwarb die Gemeinde Leck das Wildgehege.